# Різанина в Смірні
Ізмі́рська різани́на, або Вели́ка Ізмі́рська поже́жа — заключний епізод греко-турецької війни 1919—1922, що стався у вересні 1922. 9 вересня турецькі війська під командуванням Мустафи Кемаля Ататюрка увійшли в Смірну (сучасний Ізмір), після чого почалася дикі звірства та різня християнського населення міста (греків і вірмен).
13 вересня в Смірні почалася пожежа, що тривала кілька днів і зруйнувала християнську частину міста. У ході різанини та наступних подій загинуло близько 200 тис. осіб. Решта християн була змушена залишити Смірну. Після цього традиційно елліністичний вигляд міста змінився, він став майже повністю турецьким та мусульманським.

## Різанина в літературі
- Події роману «Середня стать» Джеффрі Евгенідіса починаються під час різанини в Смірні[7].
- Різанина в Смірні займає місце в заключному розділі роману «Синайський гобелен» Едварда Уітмора[8].
- Ернест Гемінґвей, який був у 1922 кореспондентом американської газети в Європі, описав свої враження від різанини в оповіданні «В порту Смірни»[9], що увійшло до збірки «У наш час».
- У романі Еріка Емблера «Маска Димитріоса» докладно йдеться про події 1922[10].

## Місто

### Смірна в кінціXIX— початкуXX століття
Смірна — одне зі стародавніх міст Середземноморського басейну. В Османській імперії Смірна була столицею особливого пашалика, а з 1864 року — провінції Айдин. До початку XX століття християни продовжували складати більшість населення міста, тому мусульмани називали його «Гяур Ізмір» («Невірна Смірна»).
1890 року населення Смірни становило 210 тис. осіб, з них 107 тис. — греки, 52 тис. — мусульман (без визначення народностей), 23 тис. євреїв, 12 тис. вірмен, 6,5 тис. італійців, 2,5 тис. французів, 2,2 тис. австрійців, 1,5 тис. англійців (переважно з Мальти) тощо. У місті було більше 40 мечетей, 13 православних, 4 католицьких, 3 протестантських і 3 вірменських церков, 6 синагог, кілька християнських монастирів, безліч училищ, заснованих християнами, з яких найбільшою популярністю користувалася «Євангельська школа» грецького вченого суспільства, яка мала бібліотеку і музей старожитностей.
Смірна ділилася на дві основні частини: франкське (верхнє) місто, що відрізнялось чистотою і впорядкованістю і турецьке (нижнє), зазвичай занедбане. Між ними розташовувався єврейський квартал. Кращою частиною Смірни вважалася її набережна (Marina), забудована багатими будинками європейської архітектури.
Дані про етнічний склад Смірни 1922 році до різанини доволі суперечливі. Греки, за різними даними, становили половину або трохи більше половини населення. Другою за чисельністю етнічною групою були турки. Крім того, в місті проживали вірменська і єврейська громади і тисячі підданих європейських держав.

## Факти
- Одним з тих, хто вижив під час цих подій, був майбутній мільярдер Аристотель Онассіс (йому тоді було 16 років).
- На місці зруйнованих 1922 року кварталів нині розташовується Ізмірський міжнародний ярмарок[12].

## Галерея

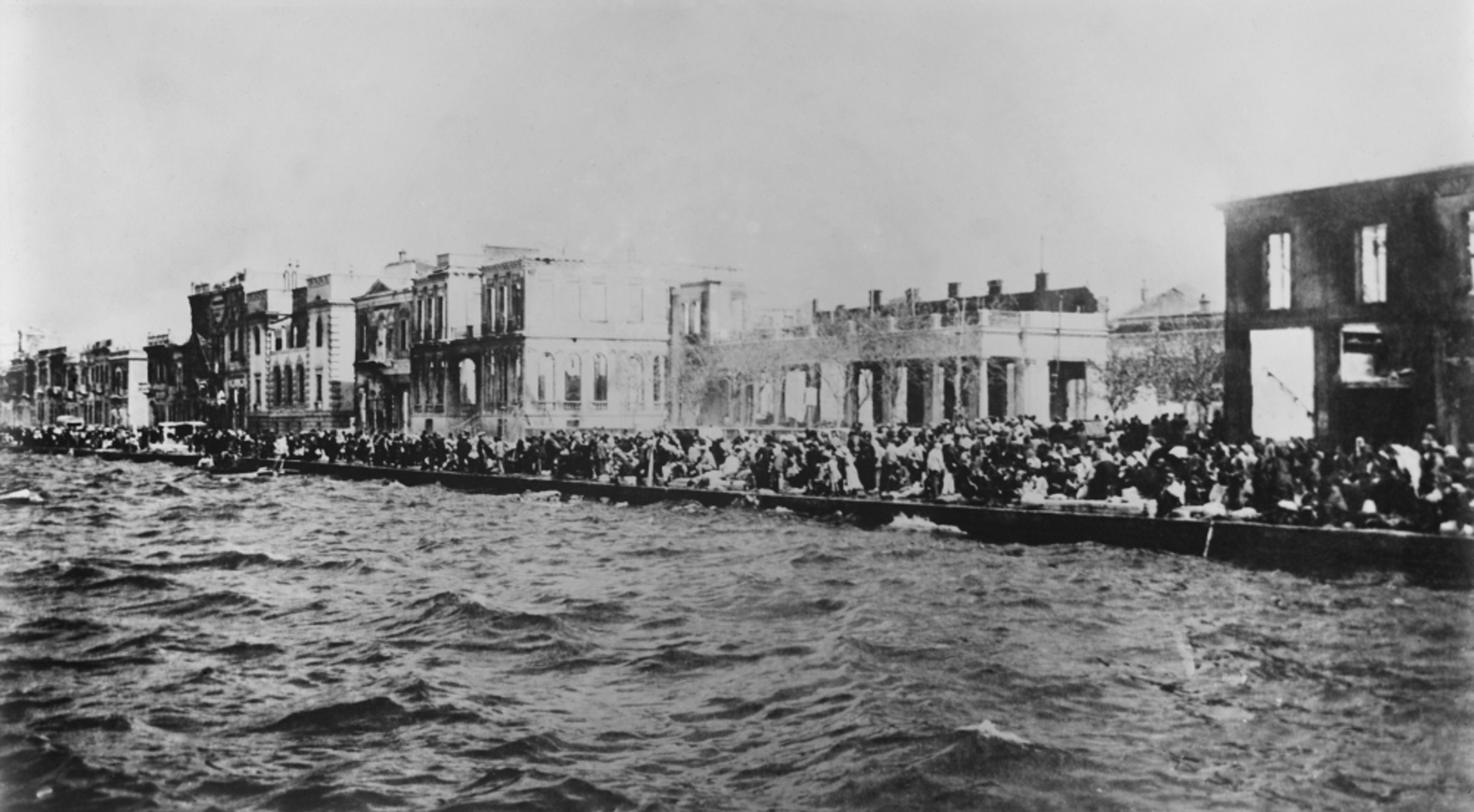
13—14 вересня 1922 року. Охоплені вогнем будівлі та люди, які намагаються врятуватися
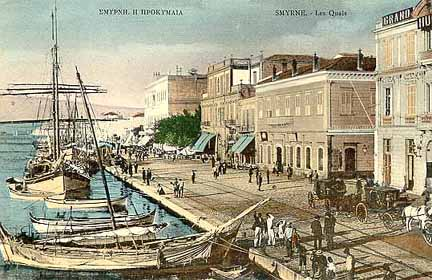
Набережна Смірни на початку ХХ століття
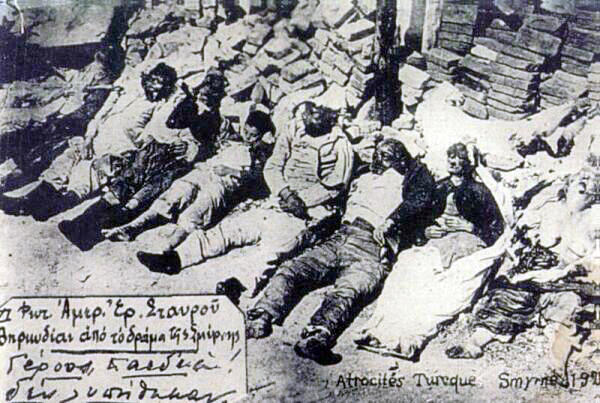
Тіла вбитих в Смірні греків
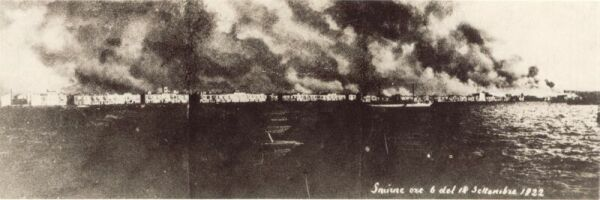
1922. Палаюча Смірна
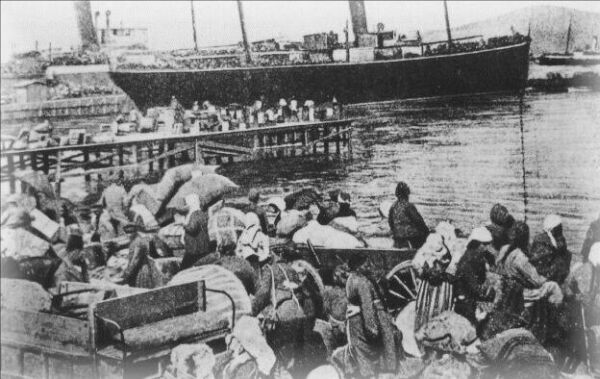
Біженці зі Смірни

### Класифікація та огляд джерел

#### Первинні
- Телеграма Мустафи Кемаля
- Свідоцтва генерального консула США в Смірні Джорджа Хортона і його книга «Біч Азії»
- Свідоцтво французької журналістськи
- Свідоцтво американського інженера Марка Прентісс
- Свідоцтво глави страхової компанії Павла Грешковіча

#### Вторинні
- Статті в Нью-Йорк Таймс від 18 і 25 вересня 1922
- Звіт Марджорі Овсепян Добкіна[en]
- Книга Жиля Мілтона[en] «Paradise Lost: Smyrna 1922»

#### Третинні
- Думка шотландського історика Ніла Фергюсона
- Думка істориків Лоу і Доккрілла
- Думка турецьких істориків Фаліх Ріфки Атая і Кирли Біра Колуоглу
- Думка колишнього губернатора штату Нью-Йорк Джорджа Патакі
- Глава про пожежу в Смірні в біографії Ататюрка, написаному лордом Кінроссі (1965)
- «Короткий нарис історії Туреччини» турецького історика Решата Касаба
- Дослідження  Стенфорда Шоу[en], присвячене турецькій війні за незалежність
- Телевізійний фільм «Онассіс, найбагатша людина в світі» (1988)